# Девочка и фарфор
«Де́вочка и фарфо́р» («Фро́ся») — картина российского и советского художника Александра Головина. Создана в 1916 году, находится в коллекции Государственной Третьяковской галереи. Искусствовед И. М. Гофман считала, что «Девочка и фарфор» — произведение, характерное для русской живописи 1910-х годов. Она отмечала в этой картине «сверкающую красочность», но указывала на «резкость цветовых контрастов, перегруженность композиции», дробность ритма, построенного на пересечении разнонаправленных линий. Всё это, по её мнению, вызывает у зрителя ощущение беспокойства и внутреннего напряжения.
Современный российский искусствовед Владимир Круглов назвал картину одной из наиболее поэтичных работ художника этого времени.

## История создания картины
В 1913 году хроническое заболевание сердца заставило Александра Головина покинуть Санкт-Петербург и переселиться в Царское Село. Созданные в 1910-е годы картины Головина сохраняли стилистику модерна, но приобрели ярко выраженные особенности неоклассицизма. Колорит его работ стал более светлым, художник стал отдавать предпочтение локальным цветам, композиция становилась более спокойной, модели изображались хотя и в характерной позе, но в «жизненной ситуации».
По мнению доктора искусствоведения Иды Гофман, обращение к детскому портрету было весьма типично для художников рубежа XIX—XX веков. В детских портретах, с её точки зрения, живописцы пытались уйти от тревожных раздумий и сложности душевных переживаний. В этом отношении портрет Головина представляет редкое исключение. Он написан за год до революционных событий 1917 года. В нём, по мнению Гофман, не только находит отражение внутренний мир художника, влюблённого в красоту и мечтающего о гармонии, но и остро ощущается противоречивость современной ему общественной жизни.
Натюрморт привлекал многих русских художников начала XX века (независимо от направлений, к которым они принадлежали). Художник увлёкся цветами в детстве, увидев через стёкла оранжереи в усадьбе Петровское-Разумовское их экзотических представителей. Александр Головин сам выращивал цветы, при этом тщательно отбирал сорта, любил писать букеты, вводил цветы в созданные им портреты. В портретах начала века он обычно вводил их в свои полотна как украшение, орнамент, узор. В 1910-е годы, по выражению Иды Гофман, цветы становятся настоящей страстью художника. Он выписывал образцы цветов из Голландии. Ученики вспоминали, что цветник Головина на его даче в Волосове представлял собой необычайно красочное зрелище. Художник писал: «У меня особая любовь к цветам, и я изображаю их с ботанической точностью». Он часто вводил в натюрморты предметы фарфорового сервиза. Доктор искусствоведения Элеонора Пастон писала: «Его холодная белизна была для него точкой отсчёта в сложнейшей партитуре оттенков белого цвета, разработке которого он всегда уделял пристальное внимание».
Натюрморты Головина отличаются декоративностью, составлены обычно из фарфоровой посуды, цветов и ярких узорчатых тканей. Гофман считала, что главным героем натюрморта художника являются цветы: в них он, как и другие российские символисты видел не силу жизни, а знак и тайну совершенства. Для Головина, по её мнению, они стали источником вдохновения и школой колорита. Как считала Гофман, Головину долгое время не удавалось достичь желаемого результата — «сообщить произведению высокую гармонию и красоту, которые [он] открывает в цветах, в этих удивительных творениях природы». В его портретах ощущались напряжение и внутренний холод. Окружающий человека мир оставался чуждым ему, в нём ощущались тревога и недоверие. В картине «Женщина в шляпе» (середина 1910-х годов) Ида Гофман видела произвол художника, который поместил рядом никак не связанные между собой букет красных роз и женщину в жёсткой шляпе, надвинутой на самые глаза.
Сам Александр Головин рассказывал в связи с созданием картины «Девочка и фарфор», что его в станковой живописи привлекал не только сюжет, но и живописные задачи. Искусствовед Н. А. Грушевская отмечала, что для художника большое значение несли цветовые пятна, их гамма, настроение, создаваемое в работе над полотном. Сам он искал декоративное пятно в реальной натуре. Художник выстраивал композицию, основываясь на гармонии цветов, сочетании тонов, создавая общее настроение картины. По мнению Грушевской, такой подход (поиск «живого цвета») «роднит художника с мастерами круга Союза русских художников».
Головин вспоминал в своей книге «Встречи и впечатления. Воспоминания художника» о работе над картиной «Девочка и фарфор»:

«Я охотно писал натюрморты и цветы, привлекавшие меня сочетанием звонких и радостных красок. Меня увлекало иногда какое-нибудь яркое пятно и его сочетание с другими тонами, с окружающей средой. Однажды я написал портрет маленькой девочки, — была у меня такая приятельница, пятилетняя Фрося, дочь дворника, — посадив её за стол, на котором было много фарфора; девочка в красном платьице сидела на банкетке, обитой зелёным рипсом, и эти два пятна, в сочетании с пёстрыми красками фарфора, давали живую, радостную гамму. Портрет этот понравился Морозову, он приобрёл его; впоследствии, после национализации морозовского собрания, портрет поступил в Третьяковскую галерею»— Александр Головин. Встречи и впечатления. Воспоминания художника.

## Изображение на картине
На переднем плане картины представлена девочка, робко присевшая на край дорогого стула в стиле ампир. Художник изобразил Фросю — пятилетнюю дочь дворника в доме, где он жил в то время. Она ощущает себя чужой среди роскошной обстановки интерьера. Стол заставлен антикварными вазами и изысканной посудой, цветами. Художником представлены два мира. Один — натюрморт — царство грёз о счастливом и роскошном мире. Грустные глаза девочки возвращают зрителя во второй мир — к реальности с печалями и противоречиями. Современный российский искусствовед Владимир Круглов назвал картину одной из наиболее поэтичных работ художника этого времени.

## Картина в собрании Третьяковской галереи
Размер полотна — 146 × 97,2 см (по другим данным — 141,6 × 97,8 см). Техника исполнения — темпера на холсте. Слева внизу находится надпись «А. Головинъ». Картина находится в коллекции Государственной Третьяковской галереи. Инвентарный номер — 9056. Картина была приобретена у художника предпринимателем и коллекционером И. А. Морозовым для своего московского собрания. После национализации коллекции она поступила в Государственный музей нового западного искусства, а затем — в Государственный музей фарфора, откуда в 1927 году — в Третьяковскую галерею.
Картина была представлена на XIV выставке Союза русских художников, проходившей в 1916—1917 годах в Москве (№ 397 в каталоге выставки), на персональной выставке Александра Головина, проходившей в 1963 году в Москве, на выставке «Александр Головин. Фантазии Серебряного века. К 150-летию со дня рождения» в Третьяковской галерее в 2014 году.

## Картина в оценке искусствоведов, культурологов и зрителей

### Советские искусствоведы о картине
Советский искусствовед Валентина Антонова подчёркивала реализм картины Головина и противопоставляла её в этом отношении работам русских символистов, фовистов и кубистов:

«Живая прелесть движения ребёнка, настороженно наблюдающего за исполняющим портрет живописцем, особенно остро воспринимается среди преходящих в своей красоте вещей. Топорщатся складки накрахмаленной скатерти, цветисто пестреет вычурный фарфор, своей блестящей пластической поверхностью спорящий с нежной плотью никнущих роз, хрупкостью бегоний и сочной зеленью веток, раскинувшихся на фоне мягкой узорной ткани. Шелестят страницы брошенной на сиденье маленькой книги, обутые в блестящие туфли ножки девочки удобно стоят на полосатом половике, завершающем прекрасную „сущность мира, как она есть“ на этой картине, так сильно отличающейся от живописных исканий „Голубой Розы“ и „Бубнового Валета“, взыскующих „сущность, какою она должна быть“»— Валентина Антонова. Государственная Третьяковская галерея
Советский художник-живописец, график, плакатист и литератор Нина Ватолина в своей книге «Прогулка по Третьяковской галерее» описывала впечатления от встречи в буфете Третьяковской галерее с сидящей за столом девочкой, удивительно напоминавшей героиню картины Головина:

«Она сидела точь-в-точь, как Фрося в картине Головина „Девочка и фарфор (Фрося)“, обернувшаяся к вам от тугих складок крахмальной скатерти, от пышной прелести стоящих на столе цветов и фарфора. Сходство началось и кончалось движением ребёнка, пытливостью детских, чуть исподлобья глядящих глаз, оно было и мимолётным и настойчивым»— Нина Ватолина. Прогулка по Третьяковской галерее.
После этой неожиданной встречи Ватолина признавалась, что почувствовала сильную связь с портретом Головина и даже «причастность к его рождению».
И. М. Гофман считала, что «Девочка и фарфор» — произведение, характерное для русской живописи 1910-х годов. Она ставила его в один ряд с картинами «За завтраком» 3инаиды Серебряковой (1914) и «Портрет Вари Адоратской» Николая Фешина (1914). Общими элементами для этих трёх картин она называла декоративность и сюжет — дети и красочный натюрморт на столе. При этом каждый художник, по её мнению, решал этот сюжет по-своему. Серебрякова изобразила живую сцену с участием детей во время завтрака. В картине «За завтраком» натюрморт придаёт изображению непосредственность и конкретность. Объекты, присутствующие на полотне, существуют для детей (находятся в их руках, служат для приёма пищи). И. М. Гофман отмечала, что в обращении с ними раскрываются детские характеры и возрастные особенности. У Фешина — более условная, придуманная ситуация: девочка сидит на столе среди живописного беспорядка неубранной посуды и разбросанных фруктов. Она — главный предмет внимания художника. Вещи, цветы, книги, картинки на стенах — все эти яркие пятна располагаются вокруг её фигурки в светлом платье, создавая своеобразную атмосферу мира ребёнка. Правда, с точки зрения советского искусствоведа, в лице фешинской Вари не ощущается безоблачного счастья, оно не по-детски серьёзно и тревожно. Этот образ, с точки зрения Гофман, значительно ближе Фросе на картине Головина, чем светлые образы детей Серебряковой.
Вместе с тем при сходстве трактовки портрет Головина решён, с художественной точки зрения, иначе, чем у Фешина. Девочка на картине Головина включена в общую цветовую композицию холста как один из её компонентов. Фигурка Фроси размещена не на столе, как у Фешина, а у стола, на котором возвышается большая масса дорогих цветов и коллекционного фарфора. Лицо Фроси (обрамлённое тонкими косичками) по воле художника оказывается на уровне натюрморта. Оно помещено между чашкой и сахарницей ярко-синего фарфора. Гофман отмечала, что лицо девочки даже равно им по величине. Сюжетно эти предметы никак не связаны с девочкой, «они просто представляют себя, демонстрируют свою красоту». Портрет превращается художником в спектакль, где актёрами, наряду с девочкой, становятся цветы и вещи. Художник тщательно подобрал объекты и продумал композицию (объекты расположены согласно величине, форме и окраске). Поместив сзади зеркало, художник удвоил количество предметов на столе, одновременно увеличивая силу воздействия на зрителя этой массы красивых вещей.
Художник сам подготовил эскиз для создания костюма, в котором Фрося позировала для портрета. По мнению Гофман, Головин пытался выстроить в картине реальность по законам красоты. Он превратил полотно в праздничное зрелище, сделав более интенсивным цвет и отказавшись от жанровости и будничности.
Гофман писала о картине: «Красные, синие, зелёные, жёлтые краски в соседстве с холодным белым звучат как мощный оркестр на фортиссимо». Ленинградский искусствовед С. А. Онуфриева сравнивала картину с постановкой пьесы М. Ю. Лермонтова «Маскарад» (картина «Девочка и фарфор» была создана одновременно с работой художника над оформлением постановки этой пьесы) и видела в них много общих черт: фантастически красивое и пышное оформление, богато орнаментированные ткани, красочный вихрь, неоправданная роскошь, окружающая героев. Развивая мысль коллеги, Гофман отмечала пышную, сверкающую красочность в картине «Девочка и фарфор», но называла и отличия полотна: «резкость цветовых контрастов, перегруженность композиции», дробность ритма, построенного на пересечении разнонаправленных линий, по её мнению, вызывают у зрителя ощущение беспокойства, внутреннего напряжения.
Любовь к театральным эффектам в картине сочетается с восприятием мира художником-реалистом, который глубоко и тонко чувствует натуру. Проявилось такое восприятие, по мнению Гофман, в жизненной простоте и достоверности изображения маленькой девочки. Лицо её выделяется серьёзностью, «внутренней наполненностью», «душевной прелестью». Отсутствует обычная для портретов Головина этого времени резкость. Вместе с тем нет и радостного ощущения жизни, которое характерно для картин Валентина Серова «Девочка с персиками» или «Мика Морозов». Мир дорогих и красивых предметов, которые окружают дочь дворника, не приносит ей радости, напротив, он её подавляет. Гофман отмечала, что Фрося скована и напряжена. На её серьёзном лице и во взгляде присутствуют испуг и «тревожный вопрос».
В более поздней своей работе, посвящённой творчеству Головина, Ида Гофман отмечала в полотне резкость цветовых сочетаний и остроту композиционных ритмов. По её мнению, в картине «волшебный мир искусства… почти агрессивно, с каким-то вызовом противопоставляет себя окружающей действительности». Другой взгляд на картину высказал в своей книге о творчестве художника историк советской сценографии и декорационного искусства Арнольд Бассехес, который увидел в ней «сияющее чистыми красками простодушно нарядное изображение маленькой приятельницы Головина».

### Российские искусствоведы о картине
Искусствоведы Третьяковской галереи, поместившие аннотацию к картине «Девочка и фарфор» на сайте музея, согласны с заключением С. А. Онуфриевой и И. М. Гофман о театральном характере изображения. Для полотна, по их мнению, характерна игра с предметами. Даже работы, написанные Александром Головиным с натуры, близки театральным декорациям. Превращая действительность в подмостки театра, Головин драматизирует цветы и фарфор. В картине он трансформирует предметы: так, он уподобляет живую розу нарисованной на фарфоровой вазе. Сахарница и чайник изображены друг за другом, создавая иллюзию зеркального отражения, а вазы на столе воспринимаются зрителем как отражение одной в другой. Искусствоведы Третьяковской галереи считают, что упоминаемое в заголовке имя девочки является знаком того, что художник имел в виду портретный характер изображения. Вместе с тем они утверждают, что девочка — «такой же декоративный элемент произведения, как и пышные букеты». Построение картины содержит некий элемент случайности, хотя равновесие всех её элементов указывает, что перед зрителем находится детально продуманная композиция.
Советский и российский искусствовед А. П. Гусарова в книге, посвящённой творчеству Головина, отмечала, что портрет «Девочка и фарфор» возник «из желания художника соединить зелёное пятно кушетки и красное платье ребёнка». Эти краски, нанесённые яркими крупными пятнами, соседствуют с нежными акварельными узорами старинного фарфора, изображённого на столе. Историк искусства Ефим Водонос отмечал в натюрморте «Девочки и фарфора» наличие пластической жёсткости в передаче материальных объектов, противопоставляя эту картину более раннему натюрморту «Розы и фарфор» (датированному 1912—1915 годами), где подобная жёсткость отсутствует.
- Валентин Серов. Девочка с персиками, 1887
- Валентин Серов. Мика Морозов, 1901
- Александр Головин. Розы и фарфор, 1910-е годы

## Использование картины «Девочка и фарфор» в образовании и воспитании
Телеканал «Культура» подготовил в 2010 году обзор истории создания и художественных особенностей картины Александра Головина в цикле передач для детей «В музей — без поводка» (продолжительность — 13 минут, «Студия „Квадрат Фильм“», режиссёр Александр Кривонос). В соответствии с сюжетом инсценировки одинокий петербургский профессор (его играет российский актёр, лауреат Национальной театральной премии «Золотая маска» Александр Ронис) рассказывает о картине своему единственному слушателю — кокер-спаниелю.
Учебник «Искусство. Изобразительное искусство» для 7-го класса общеобразовательной школы, вышедший в 2014 году в издательстве «Дрофа» и одобренный Министерством образования и науки (позже неоднократно переиздавался), иллюстрирует на примере фрагмента картины Головина изображение художниками мимики и взгляда персонажа.

## Комментарии
1. ↑  По другой версии, Фрося — дочь служанки Головина[14].
2. ↑  По другой версии, приведённой, например, в книге Иды Гофман, картина оказалась в Третьяковской галерее в 1927 году непосредственно из Государственного музея нового западного искусства[17].